# Ý xâm chiếm Ai Cập
Sự kiện Ý xâm chiếm Ai Cập là một chiến dịch tấn công của Ý nhằm vào các lực lượng Anh, Khối Thịnh vượng chung và Pháp Tự do trong khuôn khổ giai đoạn đầu của Chiến dịch Sa mạc Tây thuộc Chiến tranh thế giới thứ hai. Ban đầu, mục tiêu của chiến dịch này là chiếm giữ kênh đào Suez. Để làm được điều đó, các lực lượng Ý xuất phát từ Libya phải tiến quân qua miền bắc Ai Cập để tới kênh đào. Sau nhiều ngày trì hoãn, mục tiêu tiến công đã bị thu nhỏ lại đáng kể. Cuối cùng, nó chỉ còn là tiến vào Ai Cập cho đến Sidi Barrani và tấn công bất cứ lực lượng đối phương nào đụng độ trên đường đi.
Trong quá trình chiến dịch, Tập đoàn quân số 10 Ý tiến được khoảng 105 km vào sâu trong lãnh thổ Ai Cập, nhưng họ không giao chiến được với đội quân chủ lực nào của Anh mà chỉ chạm trán với các lực lượng bình phong là một lữ đoàn tăng cường thuộc Sư đoàn Thiết giáp số 7. Ngày 16 tháng 9, Tập đoàn quân số 10 Ý dừng lại và chiếm giữ các vị trí phòng thủ xung quanh cảng Sidi Barrani với dự định xây dựng các doanh trại kiên cố trong khi chờ đợi cho công binh mở rộng con đường Balbo đến Via della Vittoria, để tích lũy đồ tiếp tế phục vụ cho cuộc tiến quân vào Mersa Matruh cách đó khoảng 130 km về phía đông, nơi mà quân chủ lực Anh bao gồm phần còn lại của Sư đoàn Thiết giáp số 7 và Sư đoàn Bộ binh Ấn Độ số 4 đang đóng.
Kết quả cuối cùng, trong chiến dịch này không bên nào giành được thắng lợi toàn cục đáng kể.

## Bối cảnh

### Libya

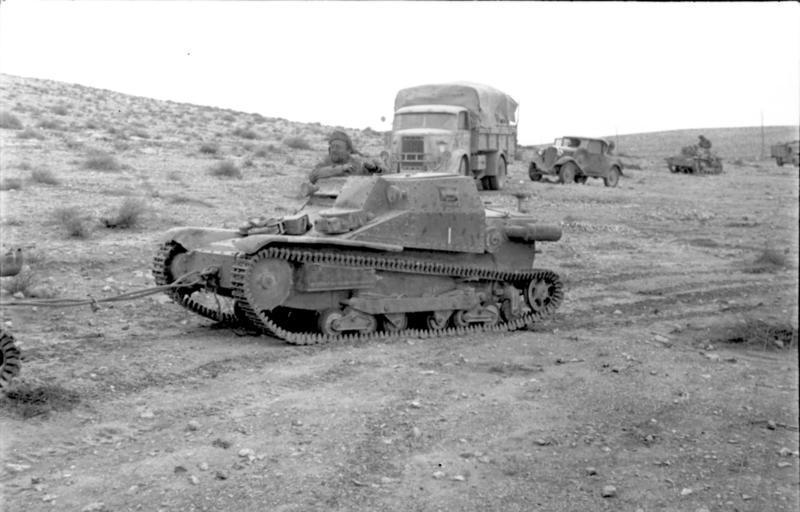
Xe tankette L3/33 của Ý

Cyrenaica (Libya) đã trở thành thuộc địa của Ý từ sau Chiến tranh Ý-Thổ Nhĩ Kỳ (1911–1912). Vùng đất này tây giáp Tunisia thuộc Pháp, đông giáp Ai Cập, nên người Ý đã chuẩn bị phòng ngự cả hai mặt trận, thông qua Tổng hành dinh Tối cao Bắc Phi dưới quyền Toàn quyền Libya, Thống chế không quân Ý Italo Balbo. Tổng hành dinh Tối cao có trong tay Tập đoàn quân số 5 của tướng Italo Gariboldi đóng ở phía tây và Tập đoàn quân số 10 của tướng Mario Berti đóng ở phía đông. Đến giữa năm 1940, mỗi tập đoàn quân có 9 sư đoàn chính quốc với khoảng 13.000 người, 3 sư đoàn Dân quân Tự nguyện cho An ninh Quốc gia (Áo đen) và 2 Sư đoàn Thuộc địa Libya, mỗi sư đoàn có 8.000 quân. Vào cuối những năm 1930, các sư đoàn lục quân Ý đã được tái tổ chức từ 3 trung đoàn giảm xuống còn 2, và lính dự bị được gọi tái ngũ trong năm 1939 cùng với những đợt tuyển lính nghĩa vụ thường lệ.
Tinh thần chiến đấu của binh sĩ được coi là cao, và lục quân đã có nhiều kinh nghiệm hoạt động quân sự trong thời gian gần đó. Hải quân Ý phát triển mạnh dưới chế độ Phát xít, họ đã trả tiền mua những con tàu tốc độ nhanh, cấu trúc tốt và được trang bị mạnh, cùng với một hạm đội tàu ngầm lớn, nhưng hải quân lại thiếu kinh nghiệm và ít được huấn luyện. Không quân đã tiến hành chuẩn bị cho chiến tranh từ năm 1936 nhưng bị ngưng trệ và bị người Anh coi là không có khả năng duy trì tỷ lệ hoạt động cao. Tập đoàn quân số 5 có 8 sư đoàn đóng tại Tripolitania, nửa phía tây của Libya đối diện với Tunisia còn Tập đoàn quân số 10 với 6 sư đoàn bộ binh đóng giữ Cyrenaica ở phía đông. Khi chiến tranh bùng nổ, Tập đoàn quân số 10 triển khai Sư đoàn Libya số 1 Sibelle tại biên giới từ Giarabub đến Sidi Omar; Quân đoàn XXI từ Sidi Omar tới bờ biển, Bardia và Tobruk. Quân đoàn XXII di chuyển đến tây nam Tobruk để làm lực lượng phản công.
Balbo được xem là người đánh giá cao về tác động của công nghệ hiện đại đối với chiến tranh hơn các đồng sự của mình. Ông ta cũng thấy rằng nước Ý chỉ có thể thắng lợi ở Bắc Phi bằng một đòn tấn công chớp nhoáng dựa trên yếu tố bất ngờ. Thế nhưng ngay trước khi chiến tranh mở màn, Balbo đã bày tỏ nghi ngờ của mình với Mussolini,
Không phải quân số làm tôi lo lắng, mà là vũ khí của họ... được trang bị hạn chế những khẩu pháo đã rất cũ, hầu hết đều thiếu vũ khí chống tăng và phòng không... có gửi hàng ngàn quân đi cũng vô dụng nếu chúng ta không thể tiếp tế cho họ những nhu cầu cần thiết không thể thiếu để di chuyển và chiến đấu.— Italo Balbo
Balbo yêu cầu tất cả các loại vật chất bao gồm 1.000 xe tải, 100 tàu chở nước, thêm nhiều xe tăng hạng trung và súng chống tăng. Đây là những vật chất cần thiết ở châu Phi nhưng Ý không thể sản xuất hay chuyển đến từ nơi khác. Tuy vậy Thống chế Pietro Badoglio, Tổng Tham mưu trưởng tại Rome vẫn cứ hứa. Theo Badoglio thì "khi có bảy mươi xe tăng hạng trung sẽ giúp giải quyết tình hình này", và Balbo liền chuẩn bị cho cuộc tấn công Ai Cập bắt đầu ngày 15 tháng 7. Thế nhưng ngày 28 tháng 6 năm 1940, Balbo bị chết trong một vụ tai nạn bắn nhầm ở Tobruk, và Benito Mussolini liền cử Thống chế Rodolfo Graziani lên thay chức vụ Tổng tư lệnh và Toàn quyền Libya, và ra lệnh cho ông ta tấn công Ai Cập trước ngày 8 tháng 8. Graziani trả lời rằng Tập đoàn quân số 10 vẫn chưa được trang bị hợp lý và một cuộc tấn công như vậy là không thể nào thành công; nhưng Mussolini vẫn cứ lệnh cho Graziani phải tiến công.

### Ai Cập

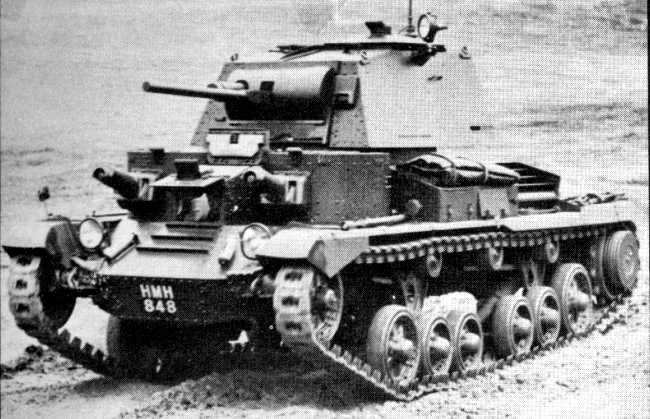
Xe tăng Cruiser Mk I

Người Anh bắt đầu đóng quân tại Ai Cập từ năm 1882 nhưng đã giảm đi rất nhiều theo điều khoản của Hiệp ước Anh-Ai Cập 1936. Lực lượng nhỏ của Anh và Khối Thịnh vượng chung đồn trú tại kênh đào Suez và ven Biển Đỏ. Con kênh này mang ý nghĩa trọng yếu đối với việc liên lạc giữa nước Anh với các thuộc địa của nó ở Viễn Đông và Ấn Độ Dương. Giữa năm 1939, Trung tướng Archibald Wavell được chỉ định làm Đại tướng Tổng tư lệnh (GOC-in-C) của Bộ tư lệnh Trung Đông mới thành lập, phụ trách khu vực chiến trường Địa Trung Hải và Trung Đông. Cho đến khi Hiệp định đình chiến ngày 22 tháng năm 1940 giữa Pháp và phe Trục được ký, các sư đoàn Pháp tại Tunisia vẫn đối diện với Tập đoàn quân số 5 Ý ở biên giới tây Libya.
Tại Libya, Lục quân Hoàng gia Ý có khoảng 215.000 quân còn ở Ai Cập người Anh có khoảng 36.000 quân, cùng với thêm 27.500 người đang huấn luyện tại Palestine. Các lực lượng Anh bao gồm Sư đoàn Lưu động (Ai Cập) (thiếu tướng Percy Hobart), một trong hai đội hình thiết giáp huấn luyện của Anh mà vào giữa năm 1939 được đặt tên lại là Sư đoàn Thiết giáp (Ai Cập) (ngày 16 tháng 2 năm 1940, nó trở thành Sư đoàn Thiết giáp số 7). Biên giới Ai Cập–Libya được phòng ngự bởi Lực lượng Tiên phong Ai Cập và đến tháng 6 năm 1940, tổng hành dinh của Sư đoàn Bộ binh số 6 (thiếu tướng Richard O'Connor) đã tiếp quyền chỉ huy tại Sa Mạc Tây, với chỉ thị là đẩy lui quân Ý ra khỏi các đồn bốt tại biên giới và chiếm lĩnh vùng nội địa khi cuộc chiến bắt đầu. Sư đoàn Thiết giáp số 7 (thiếu Lữ đoàn Thiết giáp số 7) tập trung tại Mersa Matruh và điều Cụm Yểm trợ số 7 tiến về phía biên giới để làm lực lượng đảm bảo.
Không quân Hoàng gia Anh cũng điều phần lớn máy bay ném bom đến gần biên giới hơn, và đảo Malta được tăng cường để uy hiếp con đường tiếp tế của Ý cho Libya. Tổng hành dinh Sư đoàn Bộ binh số 6, thiếu các đơn vị đầy đủ và được huấn luyện bài bản, đã được đổi tên thành Lực lượng Sa Mạc Tây ngày 17 tháng 6. Ở Tunisia, Pháp có 8 sư đoàn, chỉ có khả năng hoạt động hạn chế còn ở Syria có 3 sư đoàn được trang bị nghèo nàn và đào tạo kém, với khoảng 40.000 quân và lính biên phòng làm nhiệm vụ chiếm đóng đối phó thường dân. Các lực lượng Ý trên bộ và không quân tại Libya áp đảo mạnh quân Anh về số lượng tại Ai Cập nhưng tinh thần chiến đấu thấp và gặp bất lợi do trang bị kém hơn. Tại Đông Phi thuộc Ý, có thêm 130.000 lính Ý và lính châu Phi với 400 khẩu pháo, 200 xe tăng hạng nhẹ và 20.000 xe tải. Ý tuyên chiến với Đồng Minh vào ngày 11 tháng 6 năm 1940.

### Địa hình
Cuộc chiến diễn ra chủ yếu trên Sa mạc Tây, chiều rộng khoảng 390 km bờ biển từ Mersa Matruh (Ai Cập) đến Gazala (Libya), dọc theo Litoranea Balbo, con đường nhựa duy nhất. Địa mạo Biến Cát nằm sâu 240 km trong nội địa đánh dấu giới hạn phía nam của sa mạc tại nơi rộng nhất của nó là ở Giarabub và Siwa; theo cách nói của người Anh thì Sa mạc Tây trải rộng bao gồm cả miền đông Cyrenaica của Libya. Từ bờ biển mở rộng vào trong nội địa là một vùng đá sa mạc bằng phẳng cao khoảng 150 m trên mực nước biển, chạy sâu 200–300 km đến vùng Biển Cát. Khu vực này có bò cạp, rắn và ruồi, và là nơi sinh sống của một số nhỏ dân du mục Bedouin.
Người Bedouin đoàn kết tốt và có khả năng dễ dàng đi theo địa hình; chuyển hướng đi lại qua mặt trời, những ngôi sao, la bàn và "cảm giác sa mạc", họ nhận thức tốt về môi trường dựa vào kinh nghiệm. Khi quân Ý tiến vào Ai Cập trong tháng 9 năm 1940, Cụm Maletti đã bị lạc khi rời Sidi Omar, mất tích và phải dùng máy bay mới tìm ra được họ. Vào mùa xuân và mùa hè, ngày rất nóng còn đêm rất lạnh. Gió Sirocco (Gibleh hay Ghibli) là một loại gió sa mạc nóng bỏng, thổi theo đám cát mịn làm giảm tầm nhìn đi còn vài dặm và phủ lên mắt, phổi, máy móc, thực phẩm và trang bị; những xe có động cơ và máy bay cần bộ lọc dầu đặc biệt mới chạy được, và đất đai khô cằn đồng nghĩa với việc đồ tiếp tế thức ăn phải được vận chuyển từ bên ngoài đến.

## Mở màn

### Tập đoàn quân số 10 Ý
Mười sư đoàn của Tập đoàn quân số 10 Ý dưới quyền tướng Berti thuộc các quân đoàn XX, XXI, XXII, XXIII và Quân đoàn Libya (Gruppo Divisioni Libiche) mới. Các sư đoàn này, hoặc là sư đoàn bộ binh hai thành phần, hoặc là sư đoàn bộ binh Áo đen (Camicie Nere hay CCNN), hoặc là sư đoàn Thuộc địa Libya. Quân đoàn Libya, Quân đoàn XXIII và Quân đoàn XXI đã được sử dụng trong cuộc tiến công. Quân đoàn Libya có 2 sư đoàn bộ binh Libya và Cụm Maletti (Raggruppamento Maletti), và một đơn vị đặc biệt bao gồm 6 tiếu đoàn cơ giới Libya do tướng Pietro Maletti chỉ huy. Cụm Maletti có kết hợp nhiều lực lượng thiết giáp sẵn có của Ý và hầu hết các xe tăng hạng trung Fiat M11/39. Maletti tiến quân cùng với lục quân còn Graziani ở lại tổng hành dinh của ông ta tại Tobruk.
Berti muốn cuộc tiến quân dọc theo bờ biển được thực hiện bởi bộ binh của Quân đoàn XXI, vì các sư đoàn bộ binh chính quốc thuộc quân đoàn này có rất ít kinh nghiệm chiến đấu trên sa mạc. Họ sẽ được bảo vệ sướn phía nam bởi các sư đoàn Libya và Cụm Maletti cơ giới hóa nhiều kinh nghiệm hơn. Các lực lượng trên bộ được yểm trợ bởi Phi đội số 5 (5° Squadra) thuộc Không quân Hoàng gia Ý, với 300 máy bay thuộc nhiều chủng loại khác nhau. Bộ tư lệnh có 4 đội ném bom, 1 đội tiêm kích, 3 cụm tiêm kích, 2 cụm trinh sát và 2 phi đội máy bay trinh sát thuộc địa, với các máy bay ném bom Savoia-Marchetti SM.79, máy bay tấn công mặt đất Breda Ba.65, tiêm kích Fiat CR.42 và IMAM Ro.37, máy bay trinh sát Caproni Ca.309 và Caproni Ca.310bis. Phi đội số 5 được tổ chức nhằm theo sát và yểm trợ cho lục quân trên chiến trường như một đơn vị độc lập. Berti không mong đợi được nhiều yểm trợ từ Hải quân Hoàng gia Ý, họ đã bị mất 10 tàu ngầm kể từ khi Ý tuyên chiến, hạm đội này quá quan trọng để có thể mạo hiểm và lại đang thiếu nhiên liệu.

### Kế hoạch của người Ý
Ngày tháng cho cuộc tấn công của Ý đã ba lần được ấn định rồi bị hủy bỏ. Đầu tiên là kế hoạch trùng khớp với cuộc xâm chiếm nước Anh của Đức dự tính vào ngày 15 tháng 7 năm 1940. Theo kế hoạch này, Balbo đã yêu cầu tất cả các xe tải của Tập đoàn quân số 5 và các xe tăng hạng trung Fiat M11/39 vừa mới tới đi tăng cường cho Tập đoàn quân số 10 để vượt qua biên giới đánh chiếm Sollum ngay sau khi tuyên chiến. Khi người Anh phản kích và các tập đoàn quân Ý được bổ sung, cuộc tiến quân sẽ tiếp tục, thế nhưng kế hoạch này tan vỡ sau khi cuộc xâm chiếm Anh Quốc bị hủy bỏ, mặc dù trong điều kiện tháng 7 năm 1940 thì nó có tính hiện thực. Kế hoạch thứ hai vào ngày 22 tháng 8 là một cuộc tiến quân hạn chế tới Sollum và Shawni el Aujerin ở phía đông, với 3 đội hình quân di chuyển theo 3 tuyến. Một khi Sollum bị chiếm thì sẽ tính đến việc tiến tới Sidi Barrani, một ví dụ về kiểu tiến quân tập trung từng được sử dụng tại mặt trận phía bắc trong Chiến tranh Ethiopia. Các sư đoàn bộ binh phi cơ giới của Ý sẽ sử dụng hệ thống đường sá duy nhất, nhưng cái nóng của mùa hè tháng 8 có ảnh hưởng mạnh nhất đến họ đã dẫn tới sự trì hoãn một lần nữa.
Kế hoạch thứ ba là một cuộc xâm chiếm vào ngày 9 tháng 9, với Sidi Barrani là mục tiêu, theo như Graziani tiết lộ cho ban tham mưu của mình 6 ngày trước khi Mussolini ra lệnh tiến công. Các sư đoàn phi cơ giới chính quốc sẽ tiến dọc theo bờ biển và tấn công qua Đèo Halfaya để chiếm Sollum và tiếp tục tới Sidi Barrani. Một đội hình ở phía nam gồm các sư đoàn Libya và Cụm Maletti sẽ tiến dọc theo Dayr al Hamra đến Bir ar Rabiyah và đường xe lửa Bir Enba nhằm bọc đánh quân Anh trên các công sự dốc đứng. Cụm Maletti sẽ đánh xuống phía nam và phía đông qua sa mạc, nhưng do bộ tham mưu Ý không thể cung cấp bản đồ chính xác và thiết bị dẫn đường nên khi di chuyển đến các điểm chuyển tiếp và xuất phát, cụm quân này bị lạc đường và Tổng hành dinh Quân đoàn XXIII phải phái máy bay dẫn họ đến vị trí, và các sư đoàn Libya đã đến điểm hẹn ở gần Đồn Capuzzo muộn.
Thất bại trong việc triển khai cộng với những hồ nghi về về tình trạng thiếu thốn xe tải và máy bay vận chuyển, cũng như ưu thế của người Anh về địa hình đã dẫn tới những thay đổi khác trong kế hoạch. Bản kế hoạch thứ tư dự định tấn công vào ngày 13 tháng 9, lấy Sidi Barrani cùng với vùng phía nam là mục tiêu. Tập đoàn quân số 10 với 5 sư đoàn và xe tăng sẽ tiến quân tập trung xuống con đường ven bờ biển, chiếm Sollum và tới Sidi Barrani qua Buq Buq. Khi đến được Sidi Barrani, lục quân sẽ được củng cố và tiếp tế, đánh bại cuộc phản công của Anh rồi tiếp tục tiến đến Matruh. Các sư đoàn bộ binh phi cơ giới Ý sẽ sử dụng con đường ven biển vì họ không thể hoạt động hiệu quả ở nơi nào khác. Một chiến dịch tương tự đã từng được tiến hành tại mặt trận phía bắc Ethiopia, nó đi ngược lại học thuyết cơ giới hóa trong khi người Ý có trong tay các lực lượng dồi dào để thực hiện. Graziani đã đánh giá quá cao sức mạnh của người Anh và tin rằng cách duy nhất để đánh bại họ là dựa vào số lượng.

### Lực lượng Sa mạc Tây

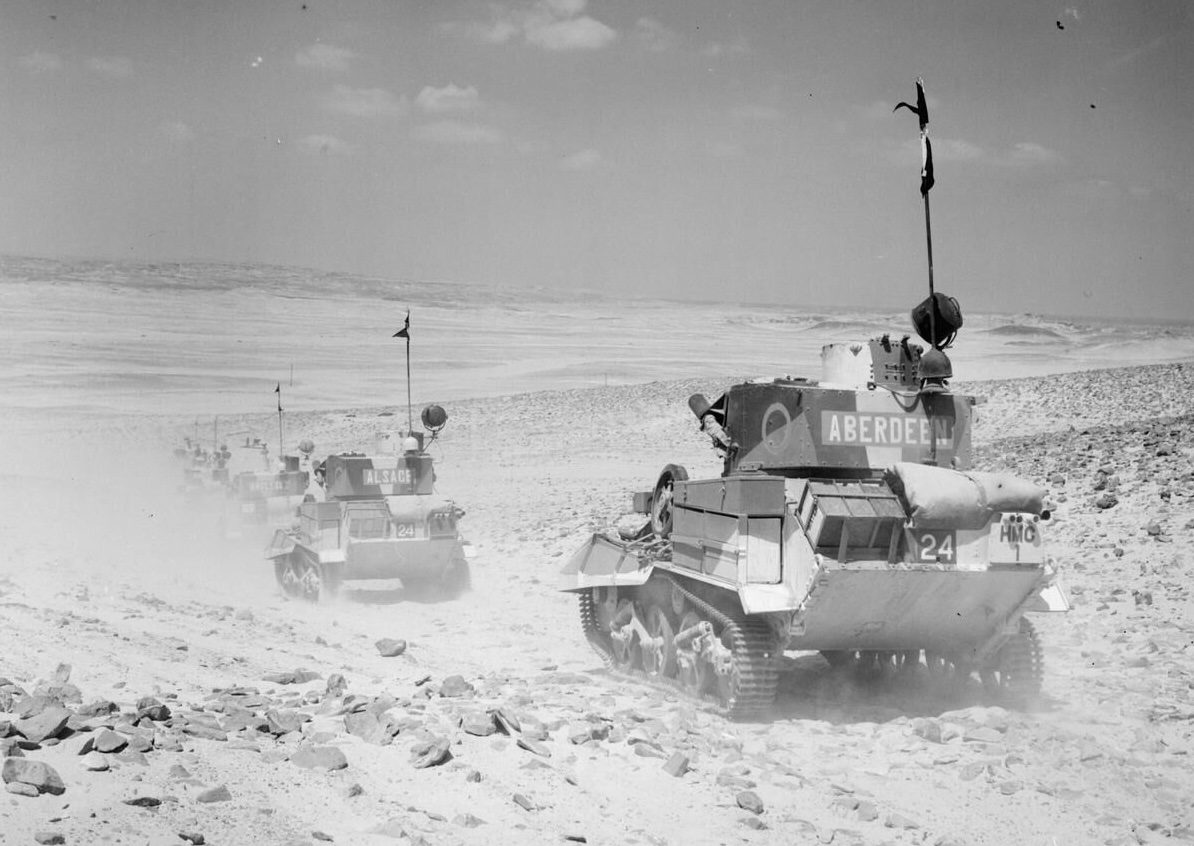
Xe tăng hạng nhẹ MK VIB thuộc Sư đoàn Thiết giáp số 7 Anh đang tuần tra trên sa mạc, ngày 2 tháng 8 năm 1940.

Wavell có khoảng 36.000 quân ở Ai Cập, tính cả các đơn vị yểm trợ và quản lý. Tất cả đội hình đều không đầy đủ và thiếu trang bị cũng như pháo binh. Sư đoàn số 2 New Zealand của thiếu tướng Bernard Freyberg có 1 lữ đoàn bộ binh, 1 trung đoàn kỵ binh thiếu, một tiểu đoàn súng máy và một trung đoàn pháo pháo binh dã chiến. Sư đoàn Bộ binh số 4 Ấn Độ của thiếu tướng Noel Beresford-Peirse có 2 lữ đoàn bộ binh và bộ phận biên chế pháo binh của nó, Sư đoàn Thiết giáp số 7 (thiếu tướng Sir Michael O'Moore Creagh) có 2 lữ đoàn thiết giáp quy mộ 2 trung đoàn thay vì 3 như bình thường, và 14 tiểu đoàn bộ binh Anh không thuộc các lữ đoàn. Wavell phải bảo vệ Ai Cập và Kênh đào Suez trước lực lượng ước tính là 250.000 quân Ý đóng tại Libya và thêm khoảng 250.000 nữa ở Đông Phi thuộc Ý.
Cụm Yểm trợ với 3 tiểu đoàn bộ binh cơ giới, pháo binh, công binh và xạ thủ súng máy sẽ quấy rối quân Ý và tiến hành các hoạt động ngăn cản tại khu vực giữa biên giới với Matruh nếu bị tấn công, nhưng bảo tồn khả năng giao chiến với quân chủ lực Ý. Tại Matruh, một lực lượng bộ binh sẽ đón đợi đòn tấn công của Ý trong khi từ các công sự dốc đứng bên sườn sa mạc, phần lớn Sư đoàn Thiết giáp số 7 sẵn sàng phản kích. Lực lượng bảo đảm này được phóng đại về quy mô và Cụm Yểm trợ sẽ tận dụng tính cơ động của nó để che chở phía sườn bên sa mạc, trong khi ở con đường dọc bờ biển Trung đoàn Bảo vệ Coldstream số 3, 1 đại đội thuộc Tiểu đoàn số 1 Quân đoàn Súng trường Hoàng gia Quốc vương (KRRC) và 1 đại đội thuộc Thủy quân Lục chiến Mô tô Pháp quốc Tự do, cùng với pháo binh yên trợ và xạ thủ súng máy, sẽ rút lui theo giai đoạn và phá hủy đường sá khi triệt thoái. Đến cuối tháng 5 năm 1940, Không quân Hoàng gia Anh tại Trung Đông có 205 máy bay, bao gồm 96 chiếc máy bay ném bom hạng trung Bristol Bombay và Blenheim lỗi thời, 75 chiếc tiêm kích Gloster Gladiator lỗi thời và 34 chiếc thuộc loại khác. Trong tháng 7, 4 máy bay tiêm kích Hawker Hurricane đã tới nhưng chỉ 1 chiếc là có thể dành cho Lực lượng Sa mạc Tây. Đến cuối tháng 7, Hạm đội Địa Trung Hải đã giành được quyền kiểm soát phía đông Địa Trung Hải và có thể oanh tạc các vị trí ven biển cũng như các hàng tiếp tế vận chuyển dọc theo bờ biển của Ý đến Matruh và xa hơn nữa.

### Đụng độ tại biên giới

Các sĩ quan thuộc Trung đoàn Hussars 11 đang dùng ô che nắng trong khi tạm nghỉ, giữa lúc tuần tra trên biên giới Libya, ngày 26 tháng 7 năm 1940. Xe trong ảnh là loại thiết giáp Morris CS9.

Ngày 17 tháng 6, tổng hành dinh của Lực lượng Sa mạc Tây được thiết lập từ tổng hành dinh của Sư đoàn Bộ binh số 6 Anh, đặt dưới quyền trung tướng O'Connor và phụ trách toàn bộ đội quân đang đối diện với người Ý tại Cyrenaica, với khoảng 10.000 người, có máy bay, xe tăng và pháo. O'Connor đã tổ chức các cuộc tuần tra tích cực dọc theo biên giới và kiểm soát các khu đất không người bằng cách lập ra các "Đội hình Jock", những đội hình cơ động dựa trên các đơn bị thuộc Sư đoàn Thiết giáp số 7, kết hợp giữa xe tăng, bộ binh và pháo binh. Các lực lượng chính quy được trang bị tốt này đã tiến hành những cuộc tấn công đầu tiên vào các đoàn xe vận chuyển và vị trí công sự dọc biên giới của Ý.
Những đội tuần tra anh tiến sát tuyến biên giới vào ngày 11 tháng 6 để kiểm soát khu vực, quấy phá lực lượng đồn trú trong các đồn biên giới và lập nhiều ổ phục kích dọc theo Via Balbia và tuyến đường xe lửa nội địa. Một số quân lính Ý không biết rằng chiến tranh đã bắt đầu và có 70 người đã bị bắt trên con đường đến Sidi Omar. Quân tuần tra Anh đi khắp lên phía bắc đến con đường ven biển nằm giữa Bardia và Tobruk, phía tây tới Bir el Gubi và phía nam đến Giarabub. Trong vòng một tuần, trung đoàn Hussar 11 đã chiếm Đồn Capuzzo và phục kích ở phía đông Bardia, bắt sống tổng công trình sư của Tập đoàn quân số 10 Ý là tướng Lastucci. Sau đó quân tiếp viện Ý đến biên giới, bắt đầu tiến hành các cuộc tuần tra trinh sát, tăng cường phòng ngự và chiếm lại Đồn Capuzzo. Ngày 13 tháng 8, người Anh chấm dứt các cuộc tập kích để bảo tồn khả năng hoạt động của các xe cộ và Cụm Yểm trợ thuộc Sư đoàn Thiết giáp số 7 tiếp quản để theo dõi tuyến đường dài 97 km từ Sollum đến Đồn Maddalena, sẵn sàng thực hiện kế hoạch đánh cầm chân nếu Ý xâm chiếm Ai Cập.

## Cuộc tiến công

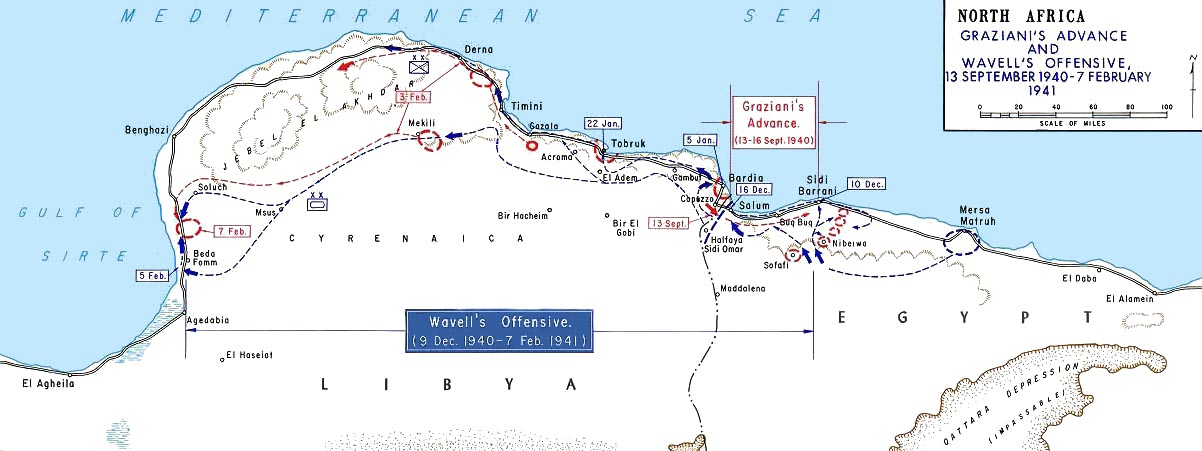
Cuộc xâm chiếm của Ý năm 1940.

### Ngày 9–10 tháng 9
Quân đoàn XXIII Ý do tướng Annibale Bergonzoli chỉ huy dẫn đầu Tập đoàn quân 10 tấn công vào Ai Cập cho tới Sidi Barrani dọc theo đường bờ biển với các đội hình cơ giới hóa lẫn chưa cơ giới hóa. Quân đoàn này được giao số xe cộ đủ để cơ giới hóa một phần cho 3 sư đoàn bộ binh nhưng lại chỉ có thể cơ giới hóa đầy đủ cho 1 sư đoàn. Bergonzoli muốn Cụm Raggruppamento Carri số 1 làm quân phòng tiền trạm, 2 sư đoàn bộ binh cơ giới tại trận tuyến và 1 sư đoàn cơ giới làm dự bị. 2 sư đoàn bộ binh phi cơ giới Libya phải đi bộ, cùng với Cụm Maletti bọc hậu. Cụm Raggruppamento Carri số 1 được giữ làm dự bị, ngoại trừ Tiểu đoàn Xe tăng Hạng nhẹ LXII được nhập vào Sư đoàn Marmarica 63 và Tiểu đoàn Xe tăng Hạng nhẹ LXIII được giao cho Sư đoàn Cirene 62. Cụm Raggruppamento Carri số 2 ở lại Bardia, trừ Tiểu đoàn Xe tăng Hạng nhẹ IX đi cùng Sư đoàn Libya Pescatori số 2. Tiểu đoàn Xe tăng Hạng trung II với 3 tiểu đoàn bộ binh Libya được cơ giới hóa đầy đủ đi cùng Cụm Maletti.
Ngày 9 tháng 9, Không quân Hoàng gia Ý tăng cường hoạt động và máy bay ném bom của Không quân Hoàng gia Anh thuộc các phi đội số 55, 113 và 211 liền trả đũa bằng cách tấn công các sân bay, tàu vận tải, kho tiếp tế, đồng thời đột kích Tobruk với 21 máy bay. Sau đó cùng ngày, 27 máy bay tiêm kích Ý tiến hành xuất kích tới Buq Buq và người Anh liền tung thêm nhiều phi vụ đánh vào các sân bay Ý. Máy bay trinh sát Anh phát hiện nhiều cuộc hành quân trên bộ của Ý tại Bardia, Sidi Azeiz, Gabr Saleh và tới Sidi Omar từ phía tây, và coi đó là mở màn cuộc tấn công của người Ý. Cuộc tiến quân của Tập đoàn quân số 10 cho thấy hạn chế của quân Ý trong lưu động và hành hải, khi mà Cụm Maletti bị lạc khi di chuyển đến Sidi Omar, tại khu dây thép gần biên giới. Ngày 10 tháng 9, xe thiết giáp của Trung đoàn Hussars 11 phát hiện Cụm Maletti và người Anh đã nhờ vào sương mù dày đặc che chở để theo dõi quân Ý đang chậm chạp tập hợp lại. Khi sương tan, lực lượng kỵ binh nhẹ này của Anh đã bị máy bay, xe tăng và pháo binh Ý tấn công.

### Ngày 13–14 tháng 9
Ngày 13 tháng 9, Sư đoàn Áo Đen số 1 23 Marzo Ý tái chiếm Đồn Capuzzo và Musaid ở ngay bên kia biên giới Ai Cập liền bị pháo kích rồi chiếm đóng. Hóa lực pháo binh và bom oanh tạc bắt đầu rót xuống Sollum và các trại lính (đã bị bỏ trống), làm dậy lên một đám mây bụi. Khi bụi tan cũng là lúc lục quân Ý tiến đến gần và sẵn sàng tiến đánh lực lượng phong thủ Anh bao gồm Trung đoàn Bảo vệ Coldstream số 3, vài khẩu pháo dã chiến, 1 tiểu đoàn bộ binh phụ và 1 đại đội súng máy. Quân Ý tiến dọc theo bờ biển với 2 sư đoàn dẫn đầu, phía sau là các lực lượng mô tô, xe tăng, bộ binh cơ giới và pháo binh. Đội hình quân Ý trở thành một mục tiêu lý tưởng cho pháo binh và máy bay nhưng Sư đoàn Libya Sibellesố 1 đã sớm chiếm các trại lính ở Sollum và bắt đầu tiến xuống con dốc đứng dẫn vào cảng. Tại vùng cao nguyên trong đất liền, một cuộc tiến quân của Ý về phía đèo Halfaya đã bị lực lượng vòng ngoài thuộc Đại đội Coldstream số 3, 1 trung đội súng hỏa mai Northumberland và một số pháo binh chặn đánh, họ bắt đầu rút lui vào buổi chiều khi có thêm bộ binh và xe tăng Ý tới nơi.
Trong buổi chiều hôm đó, 2 đội hình bao gồm: Sư đoàn Libya Pescatori số 2, Sư đoàn Bộ binh Cirene 63 và Cụm Maletti đên từ Musaid; Sư đoàn Bộ binh Marmarica 62 đến từ Sidi Omar, đã tập hợp lại ở con đèo. Ngày hôm sau, các đơn vị Ý tại con dốc bắt đầu tiến xuống để qua đèo, hướng đến chỗ lực lượng Ý đang tiến theo con đường từ Sollum. Một Kỵ đội Hussar số 11, cùng Lữ đoàn Súng trường số 2 và các xe tăng của Trung đoàn Xe tăng Hoàng gia số 1 (1st RTR) đã quấy nhiễu lực lượng Ý tại chỗ con dốc. Ngay sau giữa trưa, quân lính Anh ở bờ biển đã rút về Buq Buq và gặp quân tăng viện đến từ Trung đoàn Hussars 11 và 1 đại đội Thủy quân Lục chiến cơ giới Pháp, đủ để chống giữ với quân Ý. Người Anh rút về Alam Hamid ngày 15 tháng 9 và đến Alam el Dab ngày 16, cố gắng gây tổn thất tối đa cho đối phương mà không bị ghìm giữ, và họ phá hủy các con đường duyên hải mình đi qua, những hư hại này càng trở nên nghiêm trọng do lưu lượng giao thông lớn gây ra.

### Ngày 16 tháng 9
Bộ phận không liên kết là Cụm Raggruppamento Carri số 1, theo sau bởi Sư đoàn Libya Sibelle số 1 và Sư đoàn Libya Pescatori số 2 tiến về phía Bir Thidan el Khadim. Tại Alam el Dab gần Sidi Barrani, khoảng 50 xe tăng Ý, cùng bộ binh cơ giới và pháo binh đã cố gắng bọc đánh và buộc lực lượng Bảo vệ Coldstream phải rút lui. Cụm thiết giáp này đã bị pháo dã chiến Anh chặn đánh và không thể tiến xa thêm được, nhưng đến đêm thì Sư đoàn Áo đen 23 Marzo số 1 đã chiếm Sidi Barrani. Trên con dốc, lực lượng vòng ngoài của Anh đã rút lui song song với bờ biển và mối đe doạn từ phía sườn sa mạc đã không còn hiện hữu. Máy bay Anh tiến hành nhiều phi vụ ném bom và trinh sát, đồng thời 100 máy bay tiêm kích thuộc Phi đội số 5 Ý đã càn quét cùng với các phi vụ ném bom tại các sân bay tiền phương của Anh cũng như các vị trí phòng thủ. Người Anh đoán trước rằng cuộc tiến quân của Ý sẽ dừng lại tại Sidi Barrani và Sofafi, nên đã dùng Trung đoàn Hussars 11 để bắt đầu theo dõi các vị trí, trong khi Cụm Yểm trợ rút về nghỉ ngơi còn Sư đoàn Thiết giáp số 7 chuẩn bị đối đầu với cuộc tiến công tại Matruh. Chương trình phát thanh Ý khi nói về cuộc tấn công đã cho rằng nó sẽ còn tiếp tục từ Sidi Barrani nhưng thực ra đã sớm xuất hiện các đội quân Ý đào hào lập trại thành một hình vòng cung cho tới phía nam và tây nam tại Maktila, Tummar (phía đông), Tummar (phía tây), Nibeiwa và phía trên con dốc tại Sofafi trong khi các sư đoàn ở xa hơn phía sau chiếm đóng Buq Buq, Sidi Omar và Đèo Halfaya.

## Kết quả

### Phân tích
Tập đoàn quân số 10 Ý đã tiến với tốc độ khoảng 19 km một ngày, đủ để cho các đơn vị phi cơ giới theo kịp và khi tới được Sidi Barrani, tập đoàn quân này bắt đầu xây dựng một chuỗi các doanh trại kiên cố. Các đơn vị thiết giáp (lực lượng tốt nhất trong tập đoàn quân thuộc Quân đoàn XXIII) không thực hiện những đòn đánh cơ giới táo bạo hay những cuộc hành quân bọc sườn, mà thay vào đó đóng vai trò bảo vệ cho bộ binh di chuyển trên con đường ven biển theo nhịp hành quân. Trong quá trình tiến lên, Tập đoàn quân số 10 chịu không đến 550 thương vong. 3 thành phần cơ động của tập đoàn quân này là Cụm Raggruppamento Maletti, Cụm Raggruppamento Carri số 1 và Sư đoàn Áo đen số 1 23 Marzo đã thất bại trong việc hoạt động dựa theo lý thuyết chiến tranh thiết giáp của Ý. Điều này là do sự thiếu chuẩn bị, huấn luyện và tổ chức trong lục quân Ý, dẫn đến những sai lầm trong công tác tập hợp, chỉ đạo Cụm Raggruppamento Maletti và sự quá thận trọng với các tiểu đoàn tăng khác thuộc Cụm Raggruppamento Carri số 1.

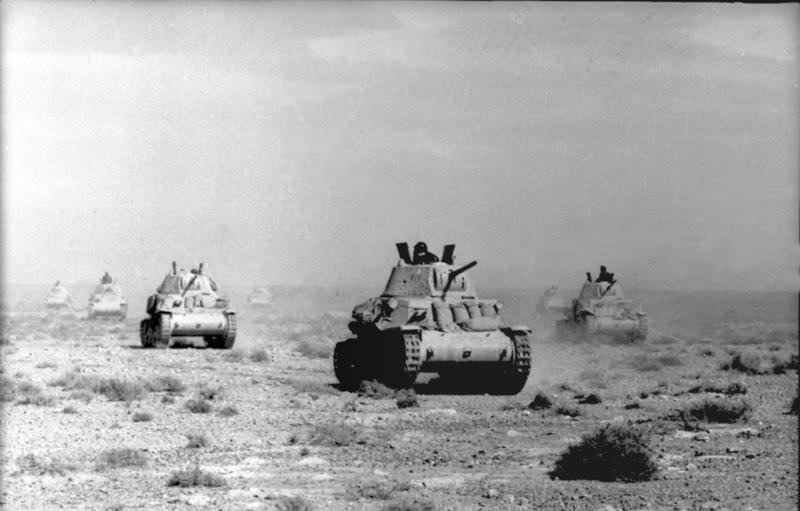
Các xe tăng Fiat M13/40 của Ý mới tới trong tháng 10 năm 1940.

Việc cơ giới hóa vội vã Sư đoàn Áo đen số 1 23 Marzo đã làm rối loạn mối quan hệ giữa các tài xế và bộ binh, do sư đoàn này không được đào tạo như một sư đoàn cơ giới. Quân Ý tiến đến Sidi Barrani với tổn thất khiêm tốn nhưng đã không gây được thiệt hại nhiều cho người Anh. Ngày 21 tháng 9, đã có 68 ×e tăng Fiat M.11/39 trong số 72 chiếc còn lại được điều đến Libya. Tiểu đoàn Xe tăng Hạng trung số 1 có 9 xe tăng sẵn sàng phục vụ và 23 chiếc khác chưa thể sử dụng, còn Tiểu đoàn Xe tăng Hạng trung số 2 có con số tương ứng là 28 và 8 chiếc. Sức mạnh xe tăng hạng trung Ý được dự kiến sẽ tăng khi bắt đầu được giao loại Fiat M13/40 đời mới. Xe tăng M13/40 có trang bị pháo Cannone da 47/32 M35 47 li. Tiểu đoàn Xe tăng Hạng trung số 2 với 37 ×e M13/40 đã đến Libya vào đầu tháng 10, sau đó là Tiểu đoàn Xe tăng Hạng trung số 5 với 46 ×e tăng M13/40 vào ngày 12 tháng 12. Tới giữa tháng 11 quân Ý đã có 417 xe tăng hạng trung và hạng nhẹ tại Libya và Ai Cập.
Wavell viết:
Công trạng lớn nhất có thể này là thuộc về Lữ đoàn trưởng W. H. E. Gott, bội tinh chiến công, chỉ huy Cụm Yểm trợ, và trung tá J. C. Campbell, bội tinh chiến công, chỉ huy pháo binh, cho cung cách điềm tĩnh và hiệu quả trong khi cuộc rút lui được tiến hành, cùng với cả đội quân cho khả năng chịu đựng và chiến thuật của họ.— Wavell
Công tác sửa chữa bảo trì bắt đầu trên tuyến đường ven biển đã được đổi tên thành Via della Vittoria từ Bardia và một đường ống dẫn nước, dự kiến sẽ không thể sẵn sàng trước khi giữa tháng 12, sau cuộc tiến quân được tiếp tục lại sẽ đi xa không quá Matruh.
Mussolini đã viết vào ngày 26 tháng 10:
Bốn mươi ngày sau khi chiếm được Sidi Barrani, tôi tự hỏi mình câu hỏi, khoảng thời gian trì hoãn dài này liệu đã được ai tận dụng - chúng tôi hay là đối phương? Tôi không đắn đo trả lời, quả thực nó đã được tận dụng hơn rất nhiều cho phía đối phương... Đây là lúc để hỏi xem liệu còn có muốn tiếp tục ra lệnh nữa hay không.— Mussolini
Và 2 ngày sau, ngày 28 tháng 10, quân Ý đã tấn công Hy Lạp, mở màn cho cuộc Chiến tranh Hy Lạp-Ý. Graziani được phép tiếp tục lên kế hoạch cho một cuộc tiến quân chậm rãi về Matruh được dự kiến sẽ tiến hành vào giữa tháng 12.

### Thương vong
Từ ngày 9 đến 16 tháng 9, Tập đoàn quân số 10 Ý chịu thương vọng 120 người chết và 410 bị thương. Một số xe tằng và xe tải bị hỏng hóc, 6 máy bay bị mất, 2 chiếc bị tai nạn.

### Các hoạt động sau chiến dịch
Ngày 17 tháng 9, Hạm đội Địa Trung Hải bắt đầu quấy phá các tuyến liên lạc của Ý, cảng Benghazi bị rải mìn, 1 tàu khu trục và 2 tàu buôn bị thủy lôi đánh đắm, 1 tàu khu trục khác trúng mìn ở Benghazi và chìm. Máy bay Blenheim của Không quân Hoàng gia Anh phá hủy 3 máy bay Ý trên mặt đất tại Benina. Một pháo hạm oanh tạc tuyến đường dốc đứng gần Sollum còn 2 tàu khu trục bắn phá các mục tiêu gần Sidi Barrani, các vụ cháy nổ cả từ thành phố cũng nhìn thấy. Quân Ý bị bắt làm tù binh bàn tán về những thương vong, thiệt hại và bị mất tinh thần. Một nỗ lực ném bom Bardia do 1 tàu tuần dương cùng nhiều tàu khu trục thực hiện đã bị phá ngang do các máy bay phóng ngư lôi Ý tấn công đánh trúng đuôi tàu tuần dương và loại nó ra khỏi vòng chiến. Các cuộc bắn phá vẫn tiếp tục trong thời gian chiến dịch tạm lắng, dẫn đến việc các trại lính và kho hàng được chuyển vào trong nội địa và đất liền, các đội hình nhỏ của Anh được lập ra để hoạt động cùng các xe thiết giáp tuần tra, tiến sát trại Ý nhằm thu thập thông tin và chiếm lĩnh các khu lân cận.

### Chiến dịch Compass
Ngày 8 tháng 12, quân Anh mở Chiến dịch Compass, một cuộc đột kích dự tính kéo dài 5 ngày vào các trại công sự của Ý đặt tại tuyến phòng thủ ngoại vi Sidi Barrani. Tướng Berti nghỉ ốm và Gariboldi tạm thời lên thay. Cuộc đột kích thành công và một số đơn vị thuộc Tập đoàn quân số 10 Ý tại Ai Cập không bị tiêu diệt đã buộc phải rút lui. Đến ngày 11 tháng 12, quân Anh bắt đầu phản công. Tập đoàn quân số 10 nhanh chóng bị đánh bại và người Anh đã mở rộng chiến dịch, truy kích tàn quân Ý đến tận Beda Fomm và El Agheila trên Vịnh Sirte. Phía Anh mất 1.900 người chết và bị thương, chiếm 10% lực lượng bộ binh của họ, đổi lấy việc bắt được 133.298 tù binh Ý và Libya, 420 xe tăng cùng hơn 845 khẩu pháo và máy bay. Quân Anh đã không thể tiếp tục tiến qua El Agheila do tình trạng xe cộ hỏng hóc và hao mòn, cũng như việc điều các đơn vị được trang bị tốt nhất đi tham gia trận Hy Lạp.